# Esphalmenus argentinus
Esphalmenus argentinus – gatunek skorka z rodziny Pygidicranidae i podrodziny Esphalmeninae.
Gatunek ten opisany został w 1959 roku przez Waltera Douglasa Hincksa.
Skorek o ciele długości od 7 do 9 mm. Czułki, włącznie z ich pierwszymi członami mają barwę żółtawą. Odnóża mają żółtawobrązowe do brązowych uda. Przedplecze jest bardzo mocno poprzeczne, z tyłu silnie rozszerzone, o wąsko rozjaśnionych krawędziach bocznych. Punktowanie tergitów odwłoka od czwartego do dziewiątego jest stosunkowo silne, ale powierzchnia pomiędzy punktami nie jest pomarszczona. Ostatni z tergitów pozbawiony jest guzków nad nasadami szczypiec. Tylny brzeg przedostatniego sternitu odwłoka nie ma ząbka środkowego. Przysadki odwłokowe (szczypce) u samca mają od 1,5 do 2 mm długości, a u samicy od 1,25 do 1,5 mm długości. Na szczypcach brak ząbków wewnętrznych jak i grzbietowych. Genitalia samca cechują paramery bez ząbków wewnętrznych, ale z dużymi wyrostkami zewnętrznymi.
Owad neotropikalny, endemiczny dla Argentyny, znany z wysokości 4500 m n.p.m.